# Aeonium tabuliforme
Aeonium tabuliforme là một loài thực vật có hoa trong họ Crassulaceae. Loài này được (Haw.) Webb & Berthel. miêu tả khoa học đầu tiên năm 1840.